# 結城政藤
結城 政藤（ゆうき まさふじ）は、室町時代の武将である。下野守を務めた。通称は勘解由左衛門尉。
足利義満の寵臣・結城満藤の孫。父は結城持藤。

## 生涯
文明11年（1479年）2月13日、室町第の再建が開始された際、政藤は下条政信や杉原長恒と共に造作奉行を務めた。
『晴富宿禰記』文明11年（1479年）9月26日条に病死したとあり、この時53歳であったという。